# STS-54
STS-54 — 53-й старт у рамках програми «Спейс Шаттл» і 3-й космічний політ шаттла «Індевор», здійснений 13 січня 1993 року. Основна мета польоту — виведення на орбіту супутника — ретранслятора TDRS -F. Астронавти провели в космосі близько 6 днів і 19 січня 1993 року благополучно приземлилися на авіабази Едвардс.

## Екіпаж
- (НАСА): Джон Каспер (англ. John Howard Casper) (2)[2] — командир;

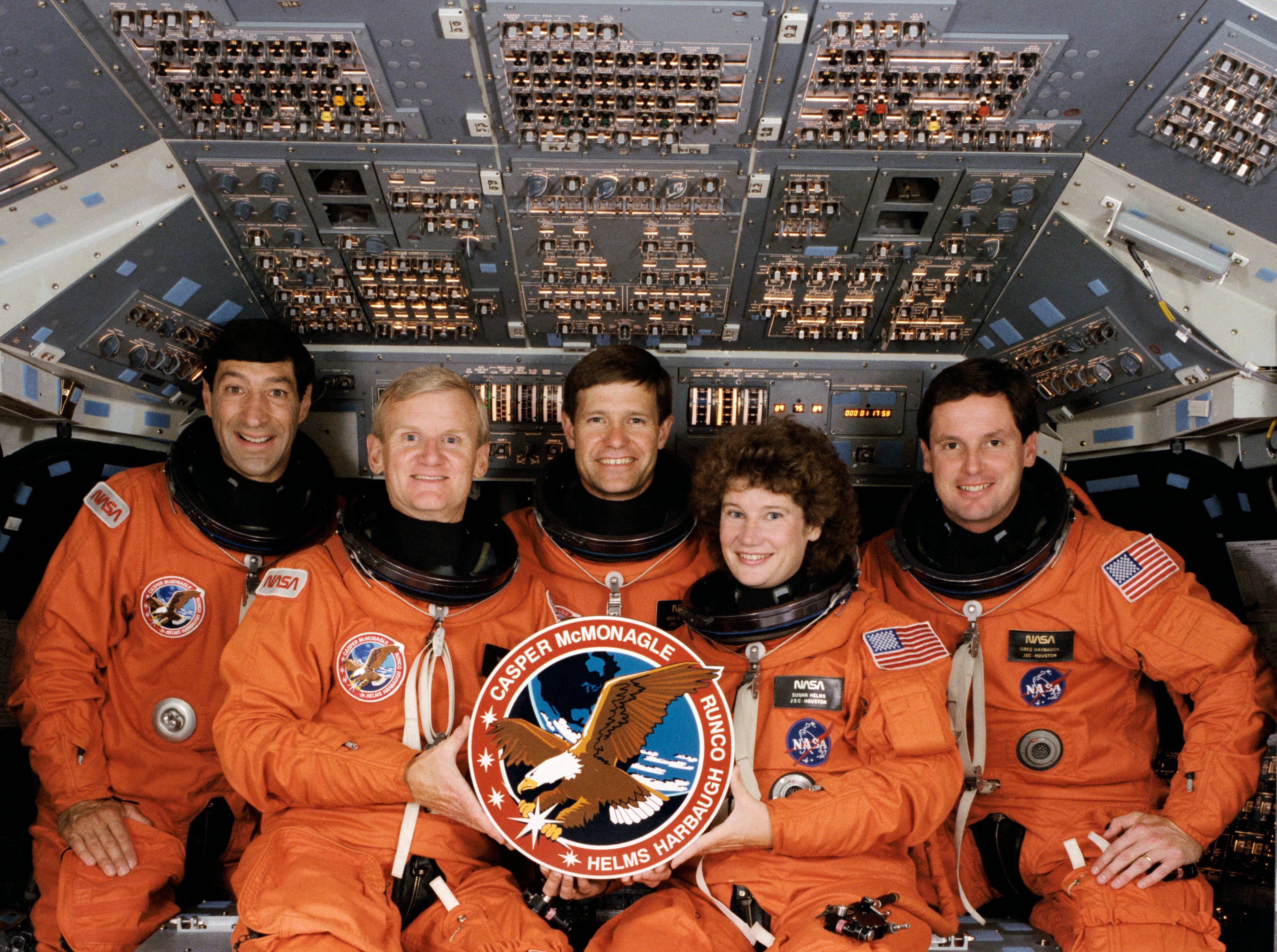
Екіпаж STS-54:Зліва направо: Ранко, Каспер, Макмонегл, Хелмс, Харбо

- (НАСА): Доналд Макмонегл (англ. Donald R. McMonagle) (2) — пілот;

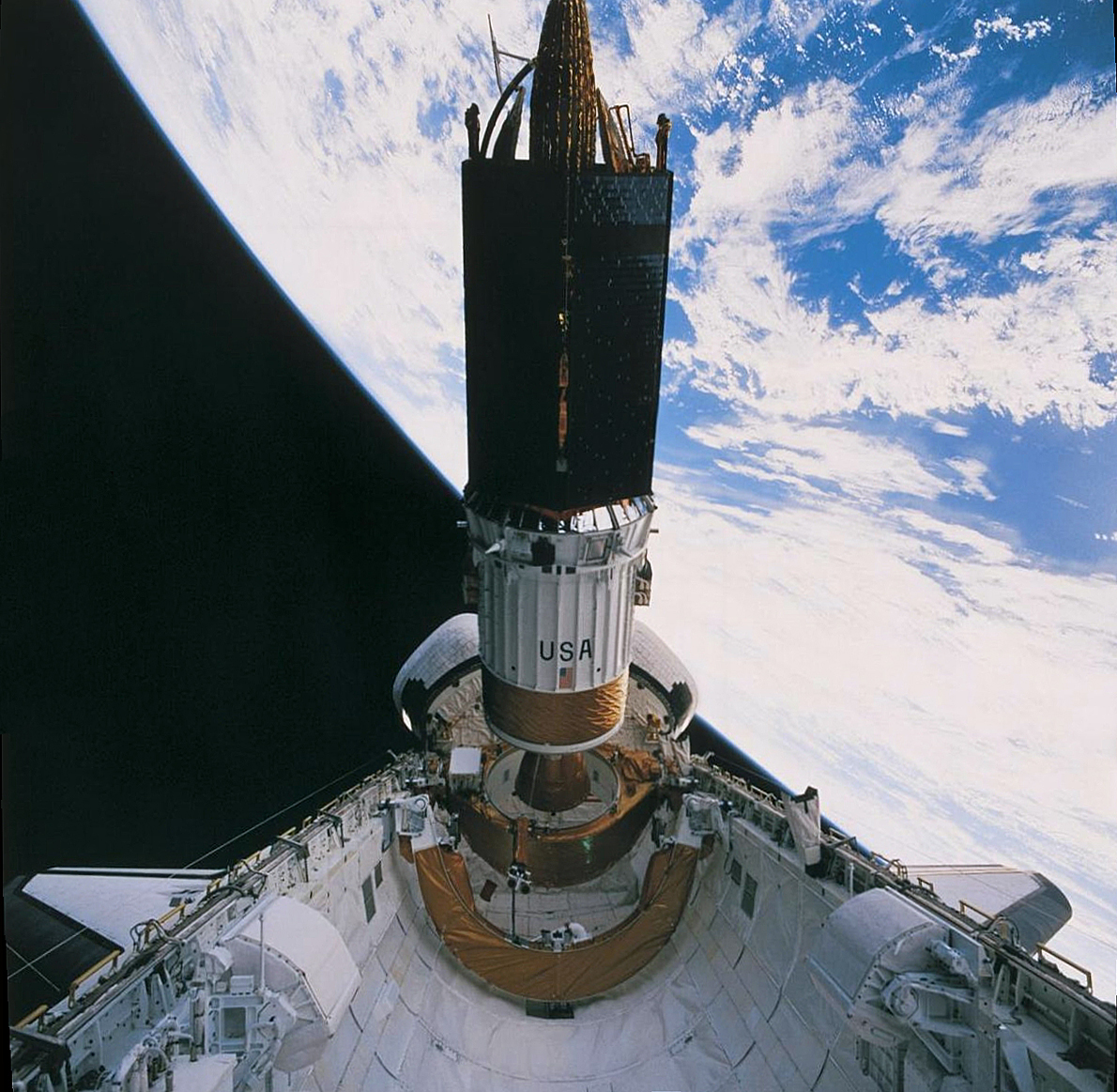
Індевор розгортає супутникову TDRS-F

- (НАСА): Маріо Ранко (англ. Mario Runco, Jr.) (2) — фахівець польоту;
- (НАСА): Грегорі Харбо (англ. Gregory J. Harbaugh) (2) — фахівець польоту;
- (НАСА): Сьюзен Гелмс (англ. Susan J. Helms) (1) — фахівець польоту.